# Orquestra de Cambra Teatre Lliure
L'Orquestra de Cambra Teatre Lliure, o Orquestra del Teatre Lliure, fou una orquestra fundada a Barcelona l'any 1985 per Josep Pons i Viladomat, Jaume Cortadellas i Lluís Vidal, a partir de la iniciativa de Fabià Puigserver i Plana i que tenia la seva seu al Teatre Lliure.
L'Orquestra de Cambra Teatre Lliure que es va iniciar amb la seva presentació pública el 7 de novembre de 1985, amb un programa singular en aquell moment que, sota el títol Compositors al voltant de la República, reunia obres de Manuel de Falla, Robert Gerhard i Ottenwaelder, Conrado del Campo i Xavier Gols i Soler. des del primer moment, fou concebuda com una orquestra estable dedicada a la música del segle xx, a més de la funció de suport musical a les produccions del Teatre, la seva programació es fonamentava en temes monogràfics d'autors, escoles o èpoques, estructurats per temporades anuals.
El 1991 aparegué el seu primer enregistrament, amb música de Manuel de Falla, acollit amb entusiasme per la crítica francesa. La seva activitat discogràfica s'amplià amb monogràfics dedicats a Frederic Mompou, Robert Gerhard, Josep Soler i Luis de Pablo. El 1996 realitzà el primer enregistrament mundial de l'òpera Pepita Jiménez, d'Isaac Albéniz, en una versió preparada per Josep Soler. El 1997 aconseguí un enorme èxit internacional amb un disc dedicat al músic argentí Astor Piazzolla. Aquest mateix any Josep Pons cessà com a director titular, càrrec que ocupava des de la fundació de l'orquestra, que posteriorment fou dirigida per José Ramón Encinar, Ernest Martínez Izquierdo, Antoni Ros-Marbà o pels mateixos compositors de les obres interpretades. Hi col·laboraren, a més, solistes de gran renom, com ara Victòria dels Àngels, S. Chilcott o Dave Liebman, i feu diverses actuacions a França i Anglaterra.
El maig del 2003, poc després d'iniciar-se la nova etapa del Teatre Lliure al Palau de l'Agricultura de Barcelona el 2001, la nova direcció del teatre, sota la batuta d'Àlex Rigola, va donar preferència a una programació en què predominava el component teatral, i ja no es donava cabuda a la formació musical, que cessà la seva activitat al final de la temporada 2002-2003, respectant en el seu darrer concert el calendari previst, amb l'estrena de la coproducció dels teatres del Liceu i del Lliure, de l'òpera de Rossini L'occasione fa il ladro.

## Reconeixements
El 1990 rebé el Premi Nacional de música a l'intèrpret de música contemporània, i el 1992 el Premi Ciutat de Barcelona, per la seva tasca de difusió musical.